# Густав Климт
Густав Климт (Баумгартен, 14. јул 1862 — Беч, 6. фебруар 1918) био је аустријски симболистички сликар и један од оснивача Бечке сецесије.
Његови радови обухватају слике, мурале, цртеже и друге уметничке дисциплине, нарочито примењене уметности. Данас су већим делом изложени у Бечкој сецесионој галерији и у оквиру дворца Белведере (Беч), који је претворен у музеј. Климтов примарни субјект било је женско тело, и његови радови су прожети еротицизмом. Велики број његових цртежа су у приватним колекцијама бечких колекционара који их чувају као највеће благо.

## Живот и уметност
Густав Климт је рођен у Браумгардену поред Беча, Аустрија, као друго од седморо деце гравера Ернеста Климта и његове супруге Ане рођене Финстер.
Почиње да похађа школу за примењену уметност у Бечу (1879 — 1883). Своју каријеру отпочиње осликавајући предворје Музеја историје уметности у Бечу. Касније Климт постаје почасни члан Бечког и Минхенског универзитета.
Године 1893, Климт добија поруџбину да ради три слике које би украшавале плафон велике хале универзитета у Бечу. Његове три слике, Филозофија, Медицина и Правда бивају оштро критиковане и сврстане у „изопачену“ и „порнографску“ уметност што је на крају резултовало одлуком да се нацртане слике ипак не прикажу и изложе у хали бечког универзитета. Касније све три слике бивају уништене од стране СС трупа у Другом светском рату маја 1945. То ће бити и последњи пут да је Климт икад прихватио да ради за јавне институције, упркос чињеници да је за слику „Филозофија“, против које је 87 професора потписало петицију, добио златну медаљу на Светској изложби у Паризу.
Његови радови обично зраче жутом и златном бојом, док су фигуре обично постављене у еротској пози. То се може видети у сликама Јудит I (1901), као и у Пољубац (1907 — 1908), а нарочито у Данае (1907). Климт је инспирацију црпео од древних уметника па све до Албрехта Дирера. Његови радови су такође критиковани као рани натуралистички стил, а употреба симбола и симболистичких елемената као начин да „ослободи уметност“ од своје традиционалне културе.
Климт је један од оснивача Бечке сецесије, а уређивао је и часопис Ver Sacrum. Напустио је покрет 1908.
Климт узима одмор на језеру Атер и тамо слика пејзаже.
Године 1911. за своју слику „Живот и Смрт“ добија прво место на изложби у Риму. Умире у Бечу 6. фебруара, 1918. од шлога као и његов отац. Бива сахрањен на гробљу Хицинг у Бечу. Гомила слика остаје незавршена.
Новембра 2003, Климтова слика Landhaus am Attersee продата је у САД за 29.128.000. долара. Аукцијска кућа „Кристи“, 19. јун 2006. продаје слику „Портрет Аделе Блох I“ која је продата за рекордних 135 милиона долара што од тада постаје најскупља слика икада продата надмашивши притом Пикасову слику „Дечак са лулом“ (шп. Muchacho con pipa) која је продата 5. маја 2004. за 104 милиона долара.
Јануара 2024. је пронађено Климтова слика „Портрет Госпођице Лизе”, за коју се 100 година веровало да је изгубљена.

## Наслеђе
Климтови радови имали су веома великог утицаја на сликама Егон Шилеа.
Раул Руиз снимио је филм о Густаву Климту, у којем је главна улога додељена Џону Малковичу. Премијера је приказана на интернационалном филмском фестивалу у Ротердаму 28. јануар 2006.

## Одабрана дела
- „Бечки универзитет“ Радови на плафону[7][8]
- Palais Stoclet мозаик у Бриселу
- Басна (1883)
- Позориште у Таормини(1886—1888)
- Auditorium in the Old Burgtheater, Vienna (1888)
- Portrait of Joseph Pembauer, the Pianist and Piano Teacher (1890)
- Древна Грчка II (Девојка из Танагре) (1890—1891)
- Портрет жене (Госпођа Хејман?) (1894)
- Музика I (1895)
- Скуптура (1896)
- Трагедија (1897)
- Музика II (1898)
- Атена Палада (1898)
- Портрет Соње Книпс (1898)
- Рибља крв (1898)
- Водена струја (1898)
- Шуберт за клавиром (1899) (изгорела у пожару 1945)
- После кише (Башта са кокошкама у Сент Агати) (1899)
- Нимфе (Сребрне рибе) (1899)
- Филозофија (1899–1907)
- Нуда Веритас (1899)
- Портрет Серене Ледерер (1899)
- Медицина (1900–1907)
- Музика (Литографија) (1901)
- Јудит I (1901)
- (1901)
- Златна рибица (Мојим критичарима) (1901–1902)
- Портрет Герте Фелзевањи (1902)
- Портрет Емили Флеге (1902)
- Брезова шума (1902)
- Брезова шума I (1902)
- Бетовенов фриз (1902)
- Нада (1903)
- Крушково дрво (1903)
- Jurisprudence (1903–1907)
- Водене змије I (1904–1907)
- Водене змије II (1904–1907)
- Три доба жене (1905)
- Портрет Маргарет Стонбоургхт-Витгенстејн (1905)
- Сеоска башта (1905–1906)
- Сеоска башта са сунцокретима (1905—1906)
- Стокле фриз (1905—1909)
- Портрет Фрице Ридлер (1906)
- Сунцокрет (1906—1907)
- Нада II (1907—1908)
- Замак Камер на језеру Атер (1908)
- Данаја (1907)
- Портрет Аделе Блох-Бауер I (1907)
- Пољубац (1907—1908)
- Жена са шеширом и боом од перја (1909)
- Јудит II (Salomé) (1909)
- Црни шешир од перја (Жена са црним шеширом од перја) (1910)
- Смрт и живот (1911)
- Сеоска башта са распећем (1911—1912)
- Јабуково дрво (1912)
- Шумска кућа на језеру Атер (1912)
- Портрет Меде Примавези (1912)
- Портрет Аделе Блох-Бауер II (1912)
- Девице -(Die Jungfrau)- (1913)
- Црква у Касонеу (1913)
- Седећи полуакт, ослоњен (1913)
- Седећи полу-акт, затворених очију (1913)

- Портрет Еуђеније Примавези (1913—1914)
- Љубавници, приказани са десне стране (1914)
- Портрет Елизабете Бахофен-Ехт (1914)
- Лежећи полу-акт, приказан са десне стране (1914—1915)
- Портрет Фредерике Марије Бер (1916)
- Кућа на језеру Атер (1916)
- Баштенска стаза са кокошкама (1916)
- Смрт и живот (1916)
- Пријатељице (1916—1917)
- Woman seated with thighs apart, drawing (1916—1917)
- Играчица (1916—1918)
- Леда (слика је уништена) (1917)
- Портрет жена, анфас (1917—1918)
- Невеста (недовршена) (1917—1918)
- Адам и Ева (недовршена) (1917—1918)
- Портрет Јохане Штауде (недовршено) (1917—1918)